# Vena cerebral media superficial
Las vena cerebral media superficial o vena superficial de Silvio (TA: vena media superficialis cerebri) es una de dos venas (derecha e izquierda) que drena la superficie lateral del cerebro, sigue la cisura o surco cerebral lateral y desemboca en el seno cavernoso.

## Trayecto
Comienza en la superficie lateral del hemisferio cerebral, y, discurriendo a lo largo del surco lateral, termina en el seno cavernoso o en el seno esfenoparietal.

## Relaciones
Está conectada:
- (a) con el seno sagital superior por la vena anastomótica superior, que se vacía en una de las venas cerebrales superiores;
- (b) con el seno transverso por la vena anastomótica inferior, que se dirige hacia el lóbulo temporal del cerebro.